# Lucanus servus
Lucanus servus là một loài bọ cánh cứng trong họ Lucanidae. Loài này được Linne mô tả khoa học năm 1758.